# جي. راي جيل
جي. راي جيل (بالإنجليزية: G. Wray Gill)‏ هو محامي أمريكي، ولد في 1907، وتوفي في 4 أكتوبر 1972.